# Gino Ciampa
Gino Ciampa (ur. 24 września 1962) – australijski judoka. Olimpijczyk z Los Angeles 1984, gdzie zajął dwunaste miejsce w wadze ekstralekkiej.
Uczestnik mistrzostwach świata w 1987. Mistrz Oceanii w 1981 i 1985. Mistrz Australii w latach 1982-1988 i 1992.

## Letnie Igrzyska Olimpijskie 1984
| Konkurencja | Eliminacje           | Eliminacje           | Klas. końcowa |
| Konkurencja | Przeciwnik I         | Przeciwnik II        | Miejsce       |
| ----------- | -------------------- | -------------------- | ------------- |
| 60 kg       | James Mafuta (ZAM) Z | Guy Delvingt (FRA) P | 12.           |